# Badminton bei den European Masters Games 2023
Bei den European Masters Games 2023 wurde Badminton vom 29. Juni bis zum 1. Juli 2023 in Tampere gespielt.

## Medaillengewinner
| Disziplin                    | Gold                                      | Silber                            | Bronze                                |
| ---------------------------- | ----------------------------------------- | --------------------------------- | ------------------------------------- |
| Herreneinzel O35 competitive | Joseph Subba                              | Jas Rai                           | Debendra Armaja Pun                   |
| Herreneinzel O35 competitive | Joseph Subba                              | Jas Rai                           | Mikko Heikkinen                       |
| Herreneinzel O40 competitive | Nicolas Séjournant                        | Andreas Faulwetter                | Janne Lehtinen                        |
| Herreneinzel O40 competitive | Nicolas Séjournant                        | Andreas Faulwetter                | Darayus Nanavati                      |
| Herreneinzel O45 competitive | Roland Bauer                              | Pekka Kainulainen                 | Lional Raj Daniel                     |
| Herreneinzel O50 competitive | Peter Thiele                              | Vegar Naess                       | Silvan Etienne                        |
| Herreneinzel O50 competitive | Peter Thiele                              | Vegar Naess                       | Andrew Turpin                         |
| Herreneinzel O50 open        | Taeyeong Song                             | Juha Kivimäki                     | Jens Haltermann                       |
| Herreneinzel O55 competitive | Mohammad Emran                            | Gopinath Paul                     | Kurt Muhmenthaler                     |
| Herreneinzel O55 competitive | Mohammad Emran                            | Gopinath Paul                     | Laurent Soria                         |
| Herreneinzel O55 open        | Tarmo Martikainen                         | Stephan Schumann                  | Jarmo Suni                            |
| Herreneinzel O60 competitive | Sumardjo Sumardjo                         | Rohan Fernando                    | Jörg Treuke                           |
| Herreneinzel O60 competitive | Sumardjo Sumardjo                         | Rohan Fernando                    | Juhani Toivonen                       |
| Herreneinzel O60 open        | Fred Fiebig                               | Tapio Vailahti                    | Ilkka Salonen                         |
| Herreneinzel O60 open        | Fred Fiebig                               | Tapio Vailahti                    | Jari Mikkonen                         |
| Herreneinzel O65 competitive | Gérard Rolland                            | Heinz Dietmar Schmidt             | Andrzej Szawlowski                    |
| Herreneinzel O65 open        | Carl-Johan Nybergh                        | Helge Normann Hansen              | Roland Pietsch                        |
| Herreneinzel O65 open        | Carl-Johan Nybergh                        | Helge Normann Hansen              | Helmuth Kreulitsch                    |
| Herreneinzel O70 competitive | Frist Hermanus Mainaky                    | Walter Beißner                    | Rohan De Silva                        |
| Dameneinzel O35 competitive  | Tomo Luthy                                | Deepa Mathur                      | Christina Korth                       |
| Dameneinzel O35 competitive  | Tomo Luthy                                | Deepa Mathur                      | Johanna Hakalahti                     |
| Dameneinzel O45 competitive  | Simone Weisbarth                          | Jennifer Thiele                   | Britta Sievers                        |
| Dameneinzel O45 competitive  | Simone Weisbarth                          | Jennifer Thiele                   | Heather Dart                          |
| Dameneinzel O50 competitive  | Sigrid Kücken                             | Hong Anh Tran                     | Yuping Deng                           |
| Dameneinzel O55 competitive  | Berit Thyness                             | Corinne Bertrand                  | Sionneau Sylvie                       |
| Dameneinzel O55 open         | Maren Nitz                                | Heike Laubvogel                   | Anna Cheah                            |
| Dameneinzel O60 competitive  | Sylvia Leverdez                           | Irene Matt                        | Pam Bourke-Shaw                       |
| Dameneinzel O60 open         | Karen Laubvogel                           | Christa Fiebig                    | Anita Naumann                         |
| Herrendoppel O35 competitive | Rajesh Rai Ramu Rai                       | Umesh Bhujel Joseph Subba         | Debendra Armaja Pun Jas Rai           |
| Herrendoppel O35 competitive | Rajesh Rai Ramu Rai                       | Umesh Bhujel Joseph Subba         | Mohan Gurung Dakswor Rai              |
| Herrendoppel O40 competitive | Andreas Faulwetter Andrew Turpin          | Netra Gurung Pekka Kainulainen    | Jari Friman Nicolas Séjournant        |
| Herrendoppel O45 competitive | Manimara Chozhan Regunathan Tiean How Tan | Roland Bauer Jörg Treuke          | Cédric Cliquot Lional Raj Daniel      |
| Herrendoppel O50 competitive | Patrick Jeeves Peter Thiele               | Ian Assing Vegar Naess            | Stéphane Butaye Silvan Etienne        |
| Herrendoppel O50 open        | Tarmo Martikainen Song Tae-yeong          | Jens Haltermann Stephan Schumann  | Juha Kivimäki Jarmo Suni              |
| Herrendoppel O55 competitive | Mohammad Emran Markku Kivi                | Gopinath Paul Laurent Soria       | Pekka Rantanen Juhani Toivonen        |
| Herrendoppel O55 competitive | Mohammad Emran Markku Kivi                | Gopinath Paul Laurent Soria       | Thomas Kahn Pellet Thierry            |
| Herrendoppel O60 competitive | Rohan Fernando Sumardjo Sumardjo          | Jyri Hasa Vesa Valtonen           | Jari Kekki Ari Kujala                 |
| Herrendoppel O60 open        | Jean-Michel Edard Fred Fiebig             | Ilkka Salonen Tapio Vailahti      | Jari Mikkonen Carl-Johan Nybergh      |
| Herrendoppel O65 competitive | Walter Beißner Andrzej Szawlowski         | Heinz Dietmar Schmidt Klaus Tews  | Rohan De Silva Frist Hermanus Mainaky |
| Damendoppel O35 competitive  | Michelle Lac Tomo Luthy                   | Juliane Frost Jennifer Thiele     | Heather Dart Deepa Mathur             |
| Damendoppel O45 competitive  | Sigrid Kücken Simone Weisbarth            | Emmi Heikkinen Stephanie Wigger   | Jien Huang Hong Anh Tran              |
| Damendoppel O55 competitive  | Sari Hietamäki Hannele Piippo             | Agnès Cruzols Berit Thyness       | Outi Rantanen Tetiana Rodkina         |
| Damendoppel O55 open         | Heike Laubvogel Karen Laubvogel           | Anna Cheah Ai Lean Lim            | Bettina Krachudel Maren Nitz          |
| Damendoppel O60 competitive  | Hélène Hay Sylvia Leverdez                | Kek Har Juanita Kwok Li Yao       | Beate Jörns-Schumann Helga Tews       |
| Damendoppel O60 competitive  | Hélène Hay Sylvia Leverdez                | Kek Har Juanita Kwok Li Yao       | Pam Bourke-Shaw Irene Matt            |
| Mixed O35 competitive        | Nicolas Séjournant Sonia Värälä           | Mikko Heikkinen Emmi Heikkinen    | Andreas Faulwetter Tomo Luthy         |
| Mixed O35 competitive        | Nicolas Séjournant Sonia Värälä           | Mikko Heikkinen Emmi Heikkinen    | Lional Raj Daniel Deepa Mathur        |
| Mixed O45 competitive        | Roland Bauer Stephanie Wigger             | Andrew Turpin Michelle Lac        | Cédric Cliquot Simone Weisbarth       |
| Mixed O45 competitive        | Roland Bauer Stephanie Wigger             | Andrew Turpin Michelle Lac        | Tiean How Tan Jien Huang              |
| Mixed O50 competitive        | Manimara Chozhan Regunathan Hong Anh Tran | Peter Fuchser Sigrid Kücken       | Stéphane Butaye Yuping Deng           |
| Mixed O50 competitive        | Manimara Chozhan Regunathan Hong Anh Tran | Peter Fuchser Sigrid Kücken       | Michael Ha Rebecca Mcclenaghan        |
| Mixed O50 open               | Taeyeong Song Michiko Watanabe            | Jens Haltermann Bettina Krachudel | Stephan Schumann Maren Nitz           |
| Mixed O55 competitive        | Laurent Soria Corinne Bertrand            | Mohammad Emran Hannele Piippo     | Simon Poon Berit Thyness              |
| Mixed O55 competitive        | Laurent Soria Corinne Bertrand            | Mohammad Emran Hannele Piippo     | Kurt Muhmenthaler Outi Rantanen       |
| Mixed O55 open               | Tarmo Martikainen Anna Cheah              | Jarmo Suni Heike Laubvogel        | René Just Antje Just                  |
| Mixed O65 competitive        | Jörg Treuke Li Yao                        | Joachim Bergner Maryvonne Larue   | Watkins Fessal Irene Matt             |
| Mixed O65 competitive        | Jörg Treuke Li Yao                        | Joachim Bergner Maryvonne Larue   | Thomas Kahn Marisa George             |
| Mixed O60 open               | Tapio Vailahti Karen Laubvogel            | Jean-Michel Edard Ai Lean Lim     | Fred Fiebig Christa Fiebig            |
| Mixed O65 competitive        | Ari Kujala Sylvia Leverdez                | Gérard Rolland Hélène Hay         | Klaus Tews Helga Tews                 |
| Mixed O65 competitive        | Ari Kujala Sylvia Leverdez                | Gérard Rolland Hélène Hay         | Walter Beißner Beate Jörns-Schumann   |